# Knipning
Knipning avser inom typografin en minskning av avståndet mellan varje tecken i ett ord eller en mening, så att tecknen sätts mer tätt. Knipning används bl.a. som lösning på textflödningsproblem.
Knipning är motsatsen till spärrning, och bör inte förväxlas med termen kerning.